# Зиброво (Московская область)
Зиброво — деревня в Серпуховском районе Московской области. Входит в состав Данковского сельского поселения (до 29 ноября 2006 года входила в состав Туровского сельского округа).

## Население
| 2002 | 2006 | 2010 |
| ---- | ---- | ---- |
| 22   | ↘16  | ↗20  |

## География
Зиброво расположено примерно в 32 км (по шоссе; около 18 км по прямой) на восток от Серпухова, на левом берегу Оки, высота центра деревни над уровнем моря — 116 м.

## Современное состояние
На 2016 год в деревне зарегистрировано 6 садовых товариществ. Зиброво связано автобусным сообщением с райцентром и соседними населёнными пунктами.